# Bogumiła
Bogumiła ist ein polnischer weiblicher Vorname.

## Herkunft und Bedeutung des Namens
Der Name hat seinen Ursprung im Altslawischen und ist zusammengesetzt aus bog (dt. Gott) und mil(dt. lieb, teuer) bzw. mila (dt. nett). Bogu bedeutet dem Gott. Wortwörtlich übersetzt bedeutet der Name ungefähr dem Gott nette Person, also etwa die von Gott Geliebte. Der Name entspricht dem deutschen Vornamen Gottlieb, von dem es aber keine weibliche Form gibt.

## Namenstag
- 13. Januar

## Namensträgerinnen
- Bogumiła Kapłoniak (* 1977), polnische Biathletin und Paralympionikin
- Bogumiła Matusiak (* 1971), polnische Radrennfahrerin